# 本島郵便局
本島郵便局（ほんじまゆうびんきょく）は、香川県丸亀市にある郵便局。民営化前の分類では無集配特定郵便局であった。

## 概要
住所：〒763-0223 香川県丸亀市本島町泊539番地1
塩飽諸島の本島に位置する。かつては集配郵便局であったが、2006年（平成18年）に集配業務を丸亀郵便局へ移管し無集配郵便局となった。

## 沿革
- 1883年（明治16年） - 本島ノ内泊浦（ほんじまのうちとまりうら）郵便局（五等）として開設[1]。
- 1885年（明治18年）10月16日 - 貯金取扱を開始。
- 1886年（明治19年）6月1日 - 本島泊浦郵便局に改称。
- 1890年（明治23年）8月16日 - 本島郵便局に改称。
- 1893年（明治26年）5月1日 - 為替取扱を開始。
- 1976年（昭和51年）6月24日 - 電話の加入および料金に関する簡易な事務を除く電話交換業務を、丸亀電報電話局に移管[2]。
- 2006年（平成18年）9月11日 - 丸亀郵便局へ集配業務を移管、無集配局となる[3]。郵便番号を〒763-0299から〒763-0223に変更。
- 2007年（平成19年）10月1日 - 民営化。
- 2012年（平成24年）10月1日 - 日本郵便株式会社発足。

## 取扱内容
- 郵便、印紙、ゆうパック、内容証明
- 貯金、為替、振替、振込、国債
- 生命保険、バイク自賠責保険
- ゆうちょ銀行ATM

## 周辺
- 丸亀市立本島中学校
- 丸亀市立本島小学校
- 丸亀市役所 本島市民センター
- 塩飽勤番所
- 泊港

## アクセス
- 丸亀港もしくは児島観光港より乗船、本島港（泊港）にて下船。西へ約300m（徒歩約10分)
- 香川県道257号本島循環線沿い
- 駐車場なし